# Simon Richardson
Simon Richardson (Bristol, 21 de juny de 1983) és un ciclista anglès, professional del 2008 al 2012.

## Palmarès
- 2008
  - Vencedor d'una etapa a la FBD Insurance Rás
- 2009
  - 1r a la FBD Insurance Rás